# 书院 (朝鲜半岛)
书院（：／）是朝鲜半岛历史上的一种教育机构，兴盛于朝鲜王朝中后期。它们一般由私人兴办，兼具孔庙和预备学校的双重功能。大多数情况下，书院只招收两班阶层的学生。2019年7月6日，联合国教科文组织将位于韩国的九座书院列为世界遗产。

## 历史
书院最早出现于中国的唐宋时期，于朝鲜王朝初期传入朝鲜半岛。尽管书院传入朝鲜半岛的确切时间尚不清楚，但早在1418年，朝鲜世宗就对两名在全罗道设立书院的学者给予奖励。1550年，庆尚道荣川郡的白云洞书院获赐朝鲜明宗亲笔御书之“绍修书院”匾额，并因此更名为“紹修書院”，成为朝鲜半岛历史上第一座获得国王赐赠牌匾的书院。
朝鲜半岛的许多书院是由有影响力的文人或地方两班家族团体建立的。 例如，由周世鵬创立的绍修书院，在其去世后仍运作了很长一段时间。其中一部分书院是由士林派学者建造的，16世纪，经历多次士祸后，他们退守农村，将书院作为他们的政治基地。
进入19世纪后，朝鲜半岛持续动荡，书院随之衰落。1864年，掌权的兴宣大院君为巩固其统治，下令禁止私建书院，1868年，他又进一步废除了书院免交赋税的特权。1871年，兴宣大院君关闭了全国绝大多数的书院，仅保留47座“赐额书院”（由国王赐御匾的书院）。这一措施触怒了地方的两班，从而间接导致其于1873年失势下台，但朝鲜半岛书院衰落的大趋势已经难以逆转。

## 世界遗产
韓國新儒學書院，是聯合國教科文組織所登錄的一項的世界文化遺產，包含如下9間書院：
- 紹修書院
- 灆溪書院
- 玉山書院
- 陶山書院
- 筆巖書院
- 道東書院
- 屏山書院
- 武城書院
- 遯巖書院